# Aigle
Aigle je město na jihozápadě Švýcarska, hlavní město okresu Aigle v kantonu Vaud. Žije zde přibližně 10 tisíc obyvatel.

## Geografie
Aigle leží v nadmořské výšce 415 m, vzdušnou čarou 13 km jiho-jihovýchodně od Montreux. Obec se rozkládá na východním okraji údolí dolní Rhôny, na náplavovém kuželu, který řeka Grande Eau při svém vtoku do údolí Rhôny v Vaudských Alpách časem nahromadila.
Území obce o rozloze 16,4 km² pokrývá část údolí dolní Rhôny a sousední Alpy. Západní hranici tvoří kanalizovaný tok řeky Rhôny. Odtud se území obce táhne východním směrem přes ploché dno údolí, které je široké až 3 km, a náplavový kužel Grande Eau až k jeho hluboce zaříznutému údolí mezi leysinskými výšinami na severu a Chamossaire na jihu. K Aigle však náleží pouze hustě zalesněné (Bois de la Chenau) a částečně skalnaté dolní údolní svahy, zatímco horní údolní svahy jsou přiřazeny k sousedním obcím. Nejvyšší bod obce se nachází v nadmořské výšce 1060 m n. m. na svahu pod Leysinem u Vuargny. V roce 1997 tvořila 24 % rozlohy obce sídla, 38 % lesy a lesní porosty, 35 % zemědělství a něco málo přes 3 % neproduktivní půda.
Aigle zahrnuje rozsáhlé průmyslové a obchodní zóny v údolí Rhôny, osady Le Cloître (422 m n. m.) na jihovýchodním okraji obce, Vers Pousaz (413 m n. m.) napravo od Grande Eau na úpatí viničního svahu a Fontanney (540 m n. m.) u vstupu do údolí Grande Eau a také několik jednotlivých farem. Sousedními obcemi Aigle jsou Yvorne, Leysin, Ormont-Dessous a Ollon v kantonu Vaud a Vouvry a Collombey-Muraz v kantonu Valais.

## Historie

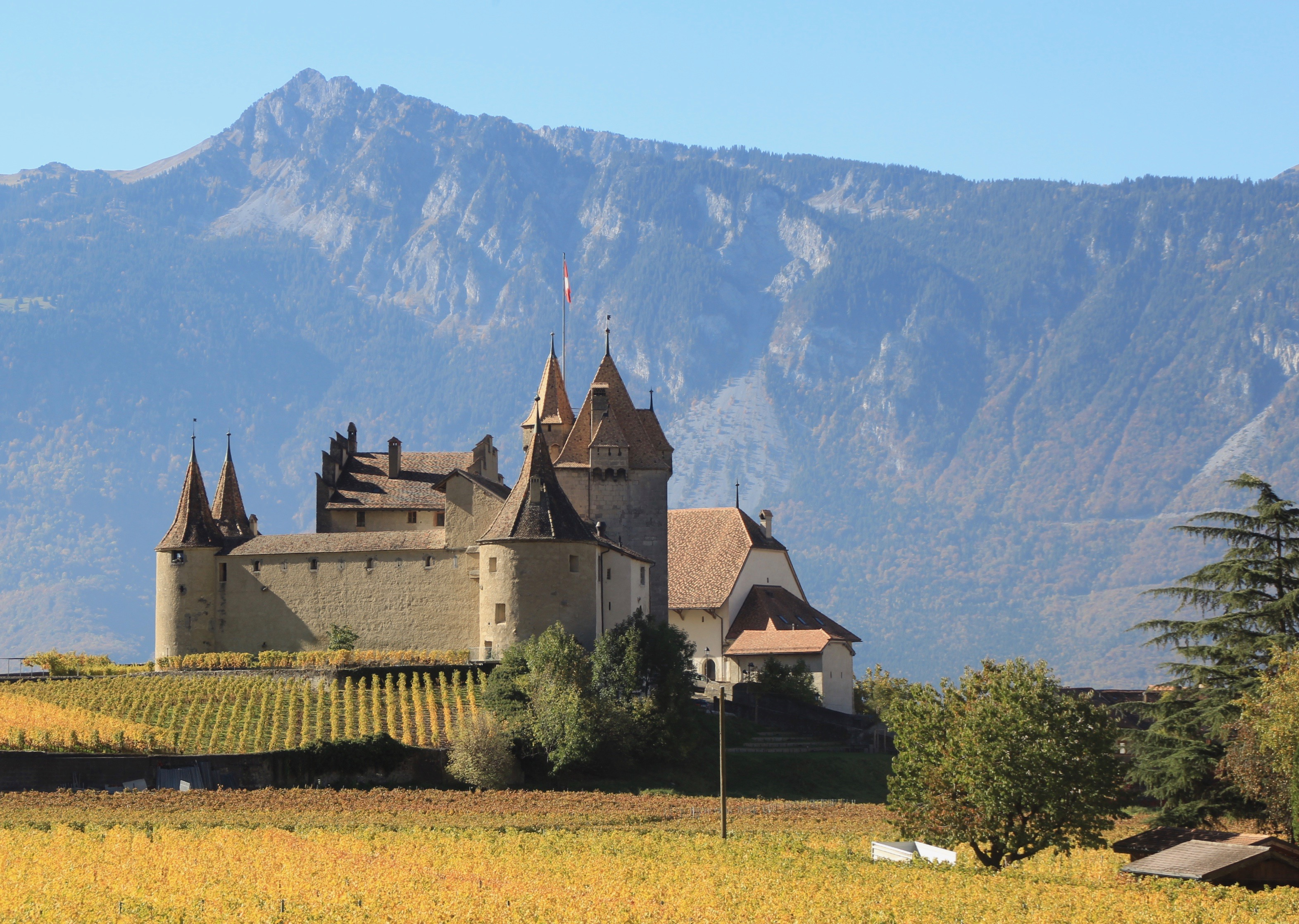
Zámek Aigle

Městská část Aigle byla osídlena velmi brzy. Nejstarší stopy lidské přítomnosti pocházejí z pozdní doby bronzové, do níž bylo datováno několik hrobů a keramických nálezů. V římské době tudy vedla důležitá vojenská cesta z Velkého Svatobernardského průsmyku přes Viviscus (Vevey) do Aventicum (Avenches). Z tohoto období pocházejí pozůstatky vily, akvaduktu a další budovy s mozaikami. Bylo zde také objeveno raně středověké pohřebiště.
Pozdější císař Jindřich IV. převedl v roce 1076 oblast kolem Aigle pod svrchovanost savojského rodu. První listinné zmínky o obci pocházejí z druhé poloviny 12. století (1152/53 de Aleo; 1177 de Ali; 1179 de Alio); název místa pravděpodobně pochází z (před)starohornoněmeckého osobního jména Agil, které se pro označení osady používalo v nezměněné podobě, stejně jako v mnoha dalších případech. Od konce 11. století je doložen také šlechtický rod d’Aigle, který zde postavil hrad. Jejich majetek přešel ve 13. století na pány ze Saillonu. Pozemky v Aigle vlastnili také kanovníci z kláštera svatého Bernarda a opatství Saint-Maurice. Posledně jmenované nechalo postavit převorství, kolem něhož se rozvinula čtvrť Le Cloître.

Letecký pohled (1968)

V roce 1231 získalo Aigle za hraběte Tomáše I. Savojského tržní práva a v roce 1314 bylo povýšeno na město díky listině svobody od Amadea V. Savojského. Díky své poloze na obchodní cestě do Valais a přes Velký bernardýnský průsmyk do Itálie se Aigle stalo významným obchodním městem. Od středověku tvořila obec tzv. velkou farnost s Leysinem (do roku 1702) a také s Corbeyrierem a Yvorne (do roku 1831). Od 14. století mělo Aigle uzavřenou měšťanskou smlouvu se Sembrancherem ve Valais, která je zavazovala k vzájemné pomoci v případě války a přírodních katastrof (např. zaplavení řeky Grande Eau v Aigle v roce 1740 a zaplavení Sembrancheru po pádu ledu z ledovce Giétroz).
Poté, co v roce 1475 táhla údolím Rhôny italská žoldnéřská armáda na podporu Karla Smělého, využil Bern tuto akci jako příležitost k dobytí Aigle spolu s mandáty Ollon, Bex a Les Ormonts. Hrad pánů ze Saillonu byl vypálen a Bern získal kontrolu nad údolím dolní Rhôny. Aigle se tak stalo prvním poddanským územím Valais, které připadlo Bernu, a stalo se sídlem panství Aigle, které s výjimkou Villeneuve zahrnovalo všechny obce dnešního okresu Aigle. V letech 1476–1483 měl na Aigle právo také Fribourg. V roce 1528 byla v obci zavedena reformace pod vedením Guillauma Farela.
Po pádu Staré konfederace patřilo Aigle v letech 1798–1803 v období helvétského soustátí ke kantonu Léman, který byl poté po vstupu v platnost mediační ústavy sloučen s kantonem Vaud. V roce 1798 se stalo hlavním městem okresu Aigle. Jelikož mělo panství Aigle na rozdíl od ostatních panství v kantonu Vaud status bernského panství, vznesl Bern na Vídeňském kongresu v roce 1814 na tuto oblast nárok.

## Obyvatelstvo
| Vývoj počtu obyvatel | Vývoj počtu obyvatel | Vývoj počtu obyvatel | Vývoj počtu obyvatel | Vývoj počtu obyvatel | Vývoj počtu obyvatel | Vývoj počtu obyvatel | Vývoj počtu obyvatel | Vývoj počtu obyvatel | Vývoj počtu obyvatel | Vývoj počtu obyvatel | Vývoj počtu obyvatel | Vývoj počtu obyvatel | Vývoj počtu obyvatel | Vývoj počtu obyvatel | Vývoj počtu obyvatel | Vývoj počtu obyvatel | Vývoj počtu obyvatel |
| -------------------- | -------------------- | -------------------- | -------------------- | -------------------- | -------------------- | -------------------- | -------------------- | -------------------- | -------------------- | -------------------- | -------------------- | -------------------- | -------------------- | -------------------- | -------------------- | -------------------- | -------------------- |
| Rok                  | 1764                 | 1850                 | 1860                 | 1870                 | 1880                 | 1888                 | 1900                 | 1910                 | 1920                 | 1930                 | 1941                 | 1950                 | 1960                 | 1970                 | 1980                 | 1990                 | 2000                 |
| Počet obyvatel       | 1431                 | 2296                 | 2582                 | 3273                 | 3319                 | 3540                 | 3897                 | 3972                 | 3840                 | 3912                 | 3918                 | 4271                 | 4381                 | 6532                 | 6233                 | 7825                 | 7955                 |

V roce 2008 žilo v obci 37 % cizích státních příslušníků. Podle údajů z roku 2000 mluvilo 80 % obyvatel francouzsky. 39,5 % obyvatel se hlásilo ke švýcarské reformované církvi a 35,9 % obyvatel k církvi římskokatolické.

## Doprava

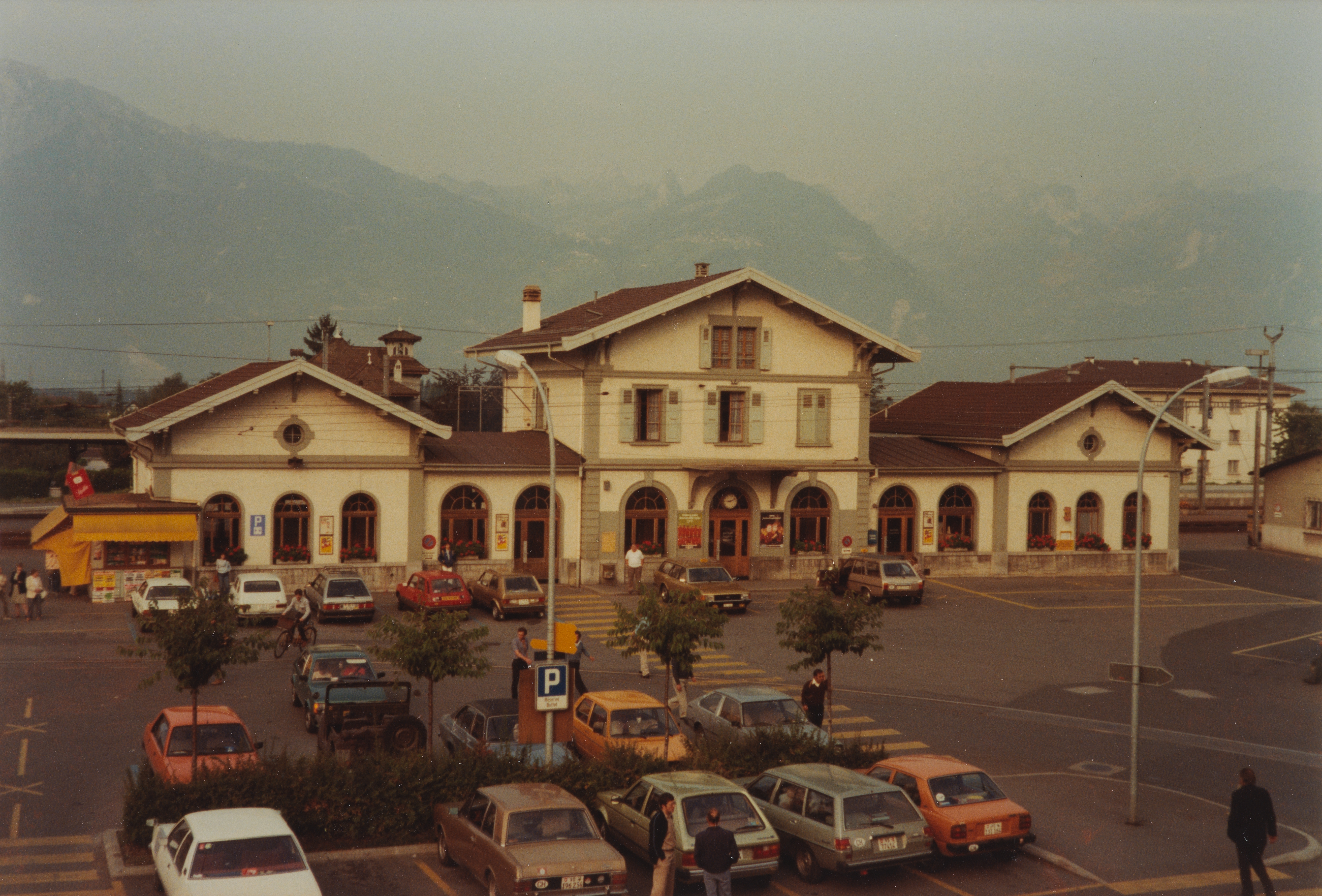
Železniční stanice Aigle

Obec má velmi dobré dopravní spojení. Leží na hlavní silnici č. 9, která vede z Lausanne přes Sion do průsmyku Simplonpass. Z této silnice odbočuje v Aigle hlavní silnice 11 přes Col des Mosses do Pays d’Enhaut. Nejbližší příjezd k dálnici A9 (Lausanne–Sion), která byla otevřena v roce 1970 a prochází obcí, je vzdálen asi 3 km od centra obce.
Stanice Aigle na úseku železniční trati Villeneuve–Bex z Lausanne do Sionu byla slavnostně otevřena 10. června 1857. V Aigle mají výchozí bod tři soukromé železnice, které se postupně sloučily do jednotné společnosti Transports Publics du Chablais (TPC). Jedná se o železnici Aigle–Leysin (AL), otevřenou 6. listopadu 1900, železnici Aigle-Ollon-Monthey-Champéry (AOMC), otevřenou 2. dubna 1907, a železnici Aigle-Sépey-Diablerets (ASD), otevřenou 22. prosince 1913.
Autobusové linky z Aigle do Corbeyrier, Villars-sur-Ollon, Torgonu a Saint-Gingolph zajišťují veřejnou dopravu do okolních obcí.

## Mezinárodní cyklistická unie

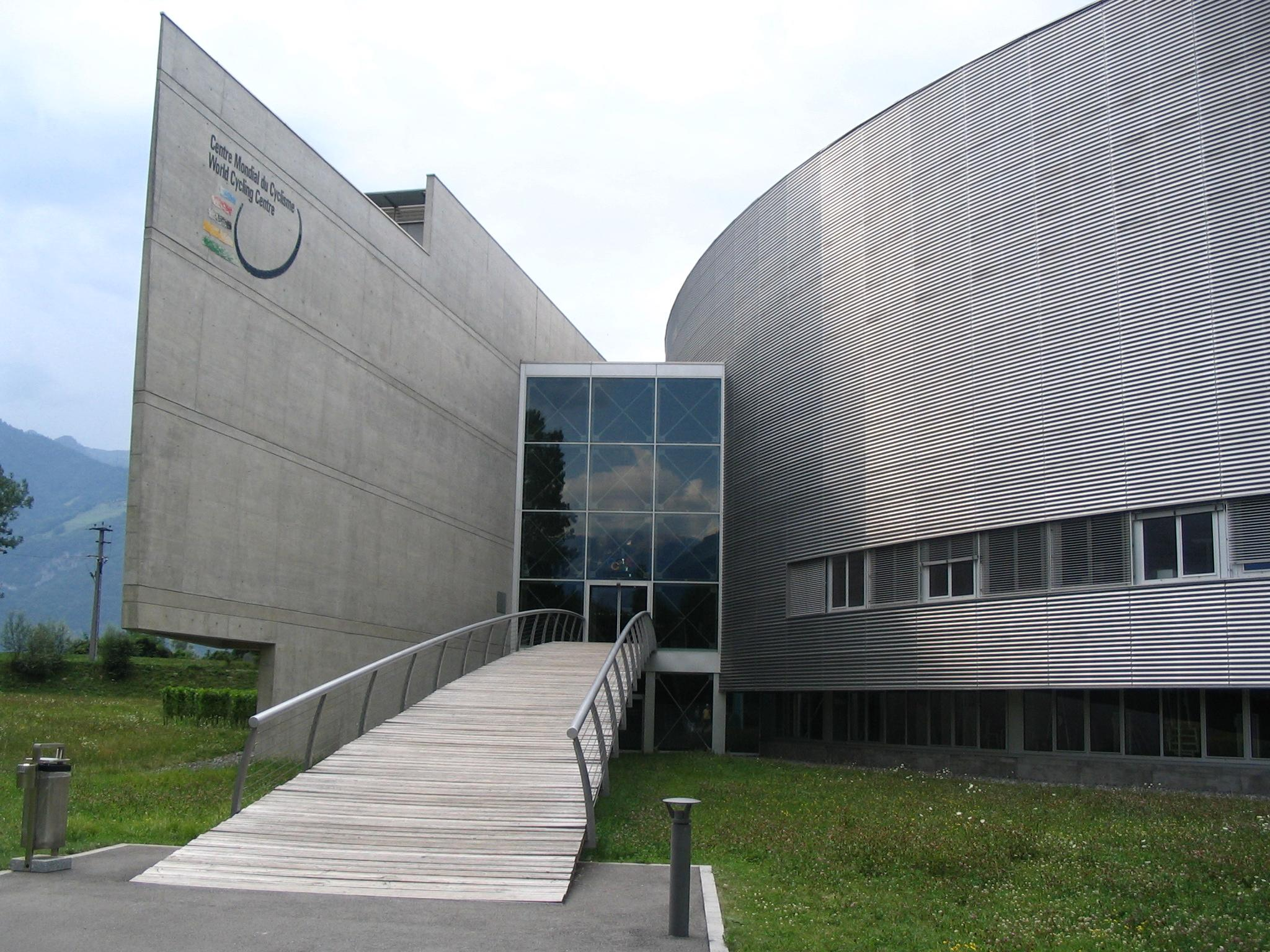
Sídlo UCI v Aigle

Mezinárodní cyklistická unie (Union Cycliste Internationale, zkratka UCI), celosvětově působící federace cyklistiky, sídlí v Aigle. V roce 1965 UCI pod tlakem Mezinárodního olympijského výboru (olympijské hry byly tehdy amatérskou soutěží) vytvořila dva dceřiné orgány, Mezinárodní amatérskou cyklistickou federaci (Fédération Internationale Amateur de Cyclisme, FIAC) a Mezinárodní profesionální cyklistickou federaci (Fédération Internationale de Cyclisme Professionnel, FICP). UCI převzala úlohu koordinátora obou orgánů.
FIAC sídlila v Římě, FICP v Lucemburku a UCI v Ženevě. V roce 1992 UCI sjednotila dvě doposud samostatné FIAC a FICP a sloučila je zpět do jednotné UCI. Sloučená organizace poté přesídlila z Paříže do Lausanne. Od roku 2002 pak sídlí v Aigle.

## Zajímavosti

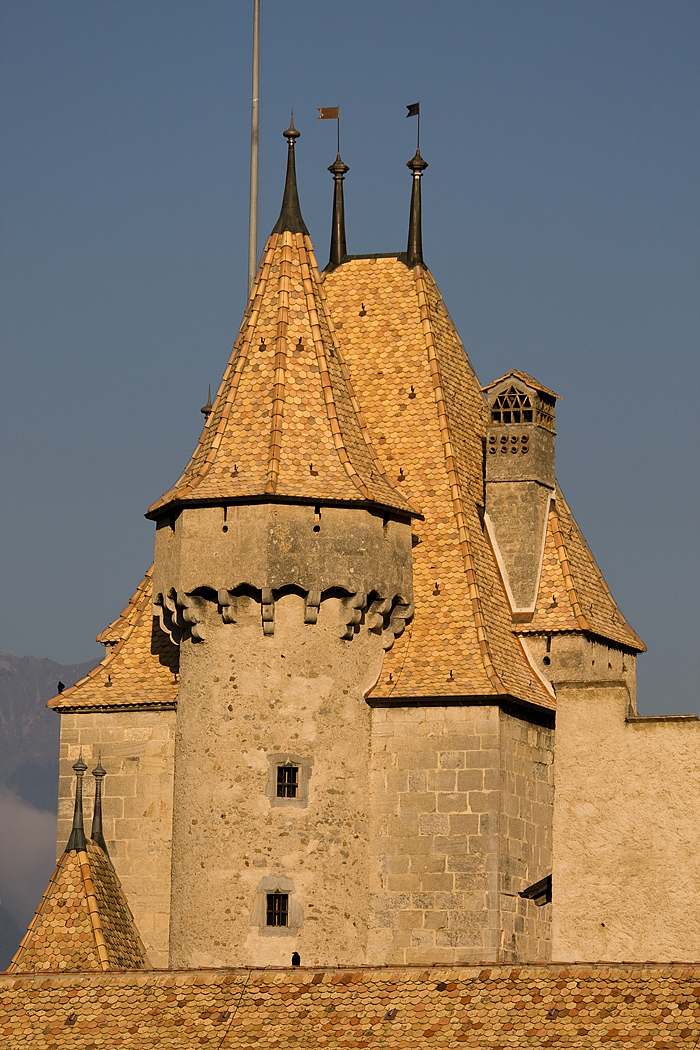
Věž zámku

Centrem městečka, které se ve středověku skládalo ze sedmi čtvrtí, je Quartier du Bourg s malebným městečkem, úzkými uličkami a těsně vedle sebe umístěnými domy, z nichž některé jsou propojeny podloubím. Stojí zde německý reformovaný kostel Saint-Jacques, původně postavený ve středověku, s věží z roku 1642, zatímco katolický kostel Saint-Maurice et Saint-Nicolas-de-Flue pochází z roku 1866.
Farní kostel Saint-Maurice se nachází ve čtvrti Quartier du Cloître. Je zmiňován již od 12. století a patřil převorství, které dnes již neexistuje. Původní románská stavba byla na konci 14. století nahrazena gotickým kostelem, zatímco čelní věž byla postavena až v 17. století.
Nejvýznamnější stavbou v Aigle je zámek Château d’Aigle, který stojí na východním okraji obce Le Cloître. Jeho původ není přesně znám. Hrad byl pravděpodobně postaven na počátku 13. století pány ze Saillonu. Má hradby se třemi okrouhlými věžemi a cimbuřím. Nejstarší částí je čtvercová pevnost, k níž bylo později přistavěno několik věží s machikoliemi. V roce 1475 hrad zapálili Bernští. Po přestavbě v roce 1489 se stal sídlem hejtmana nebo zemského správce. Od roku 1804 patřil hrad obci a sloužil jako soud, vězení a částečně jako nemocnice. V letech 1971–1992 prošel rozsáhlou rekonstrukcí. Dnes je v něm umístěno muzeum vín (Musée de la vigne et du vin). Vedle hradu se nachází velká desátková stodola (Maison de la dîme), která byla postavena v roce 1587 na místě bývalého hradu šlechticů z Aigle. V ní se nachází muzeum vinných etiket (Musée de l’étiquette).
Aigle je centrem vinařské oblasti Chablais situované jihovýchodně od Ženevského jezera, kde se pěstuje především stejnojmenná bílá odrůda.

## Osobnosti
- Jacques Dubochet (* 1942), biochemik
- Sébastien Buemi (* 1988), automobilový závodník
- Siem de Jong (* 1989), fotbalista
- Luuk de Jong (* 1990), fotbalista
- Gino Mäder (1997–2023), cyklista

## Fotogalerie

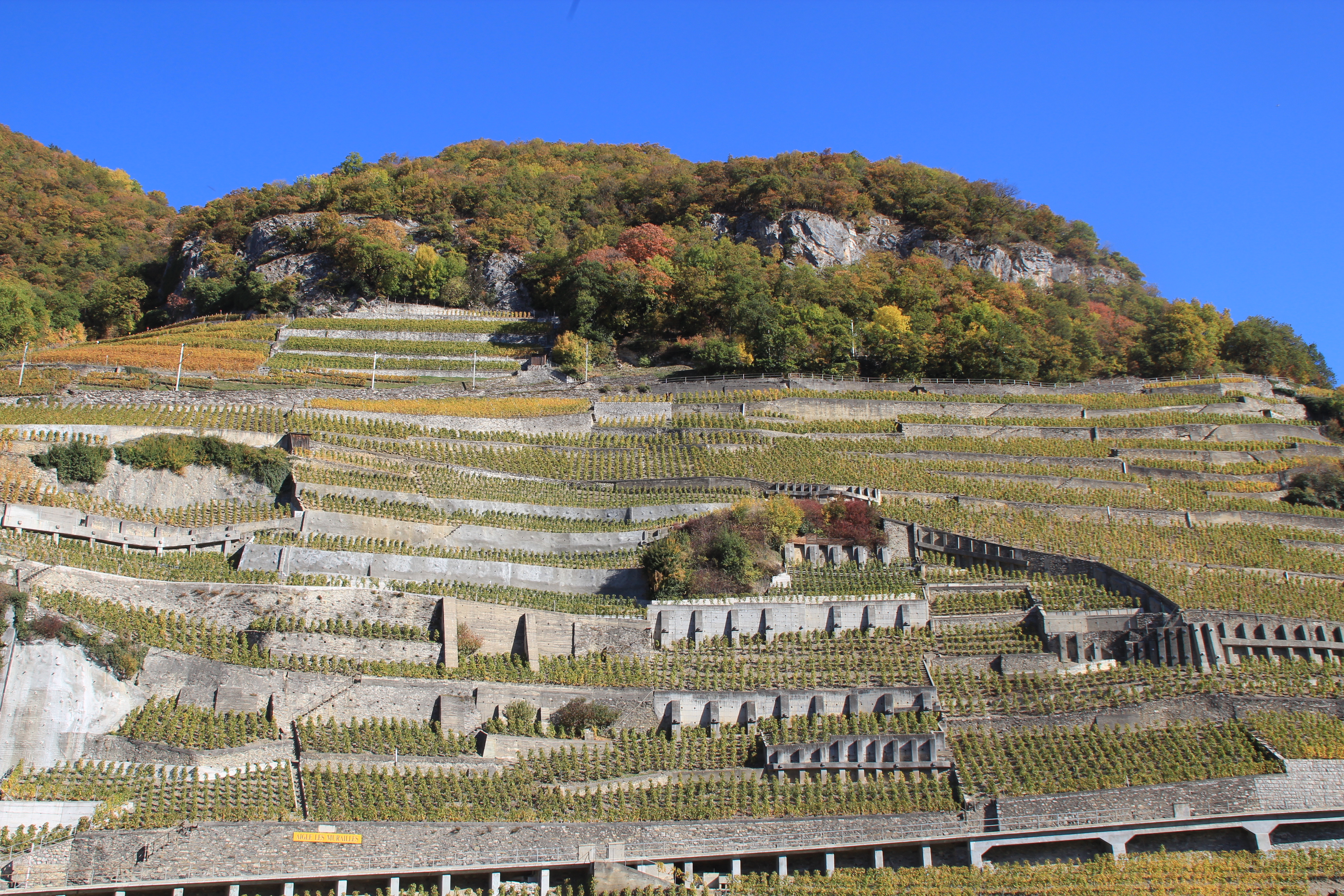
Vinice
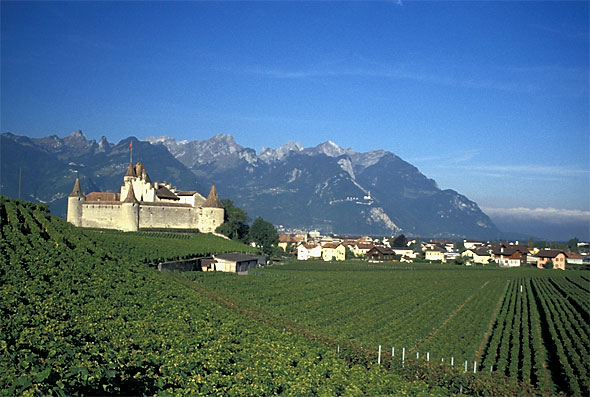
Zámek a vinice
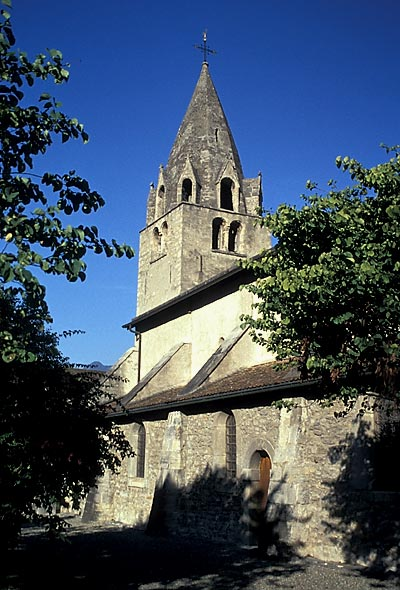
Reformovaný kostel sv. Mořice
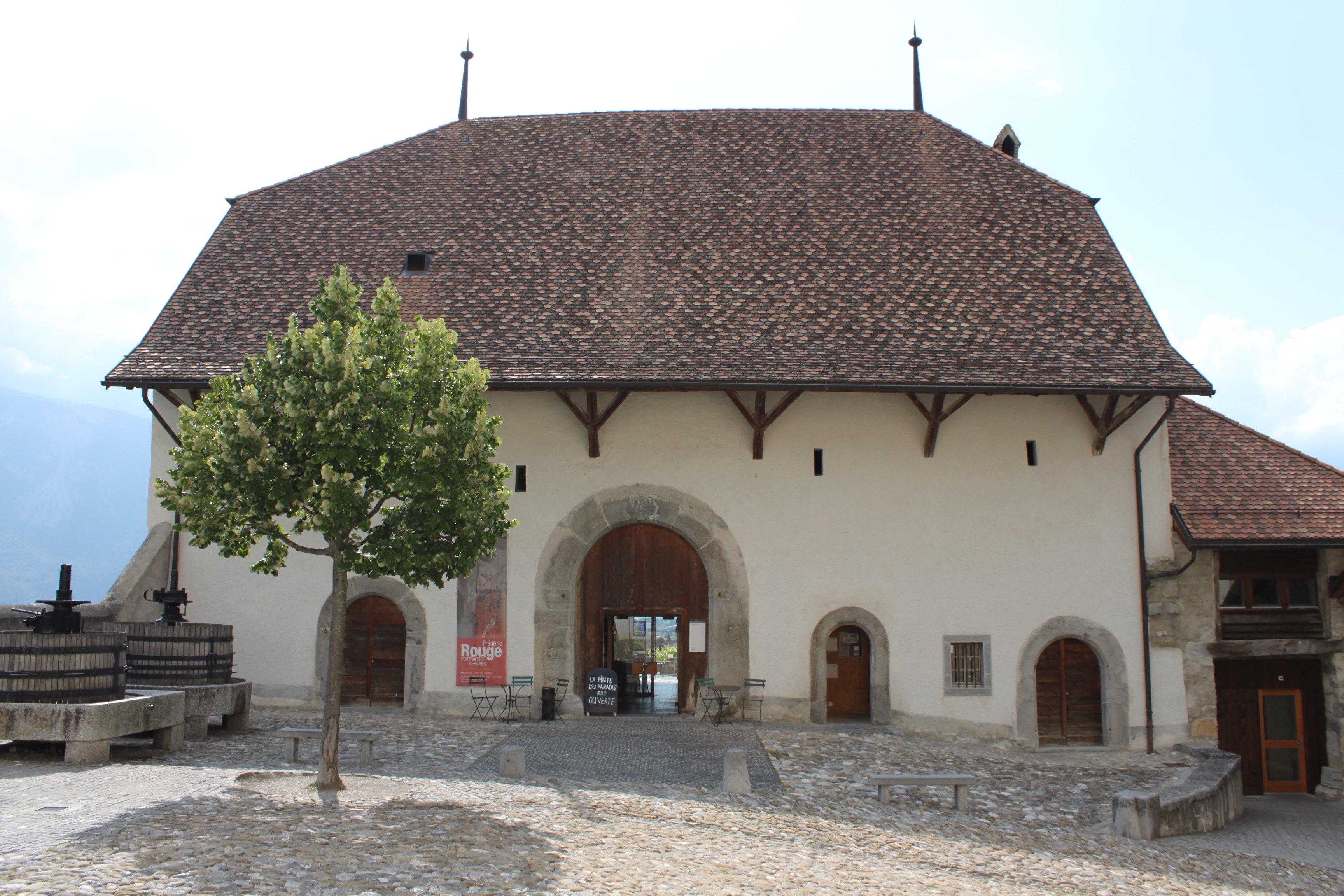
Muzeum vinných etiket
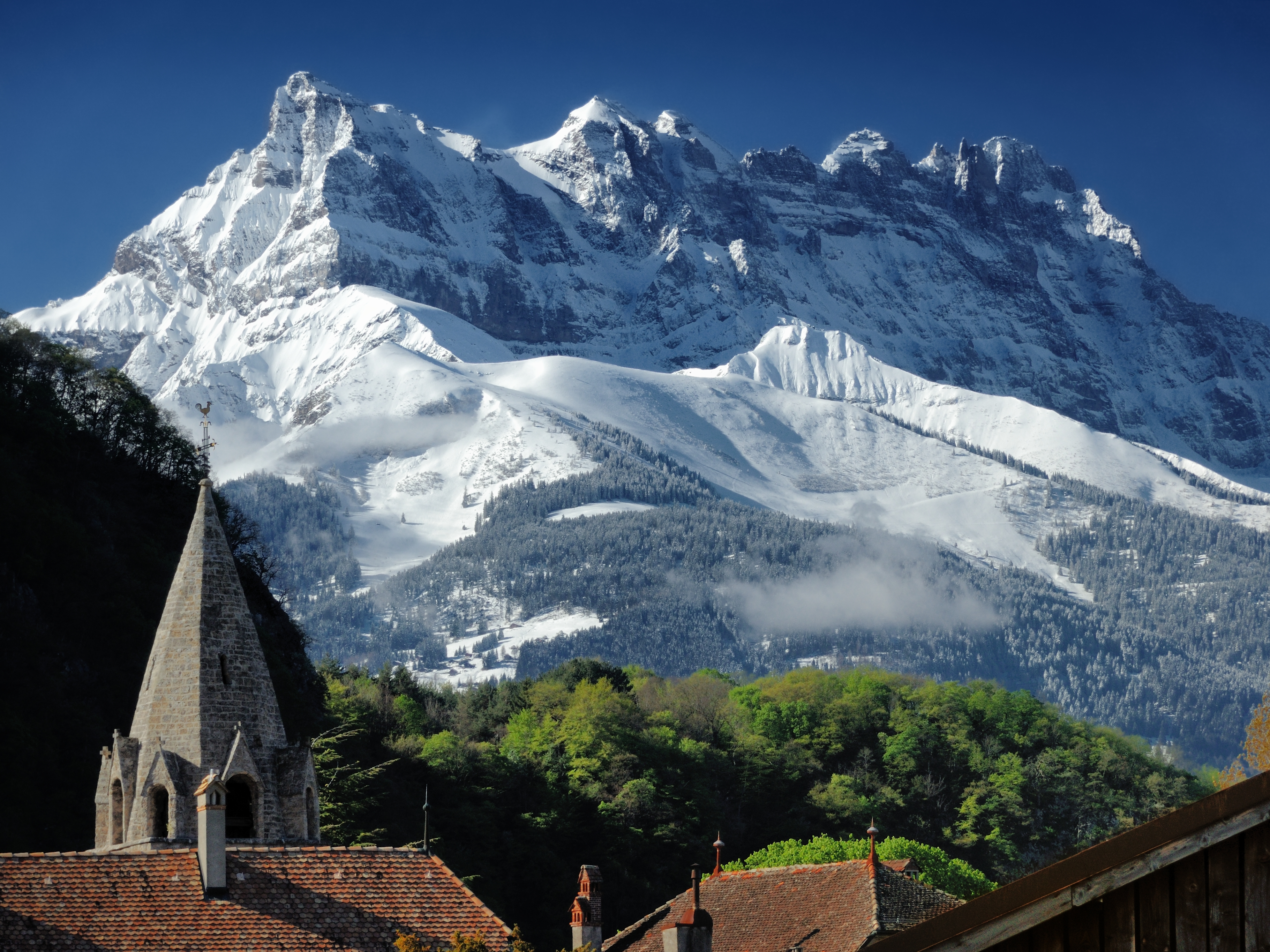
Dents du Midi
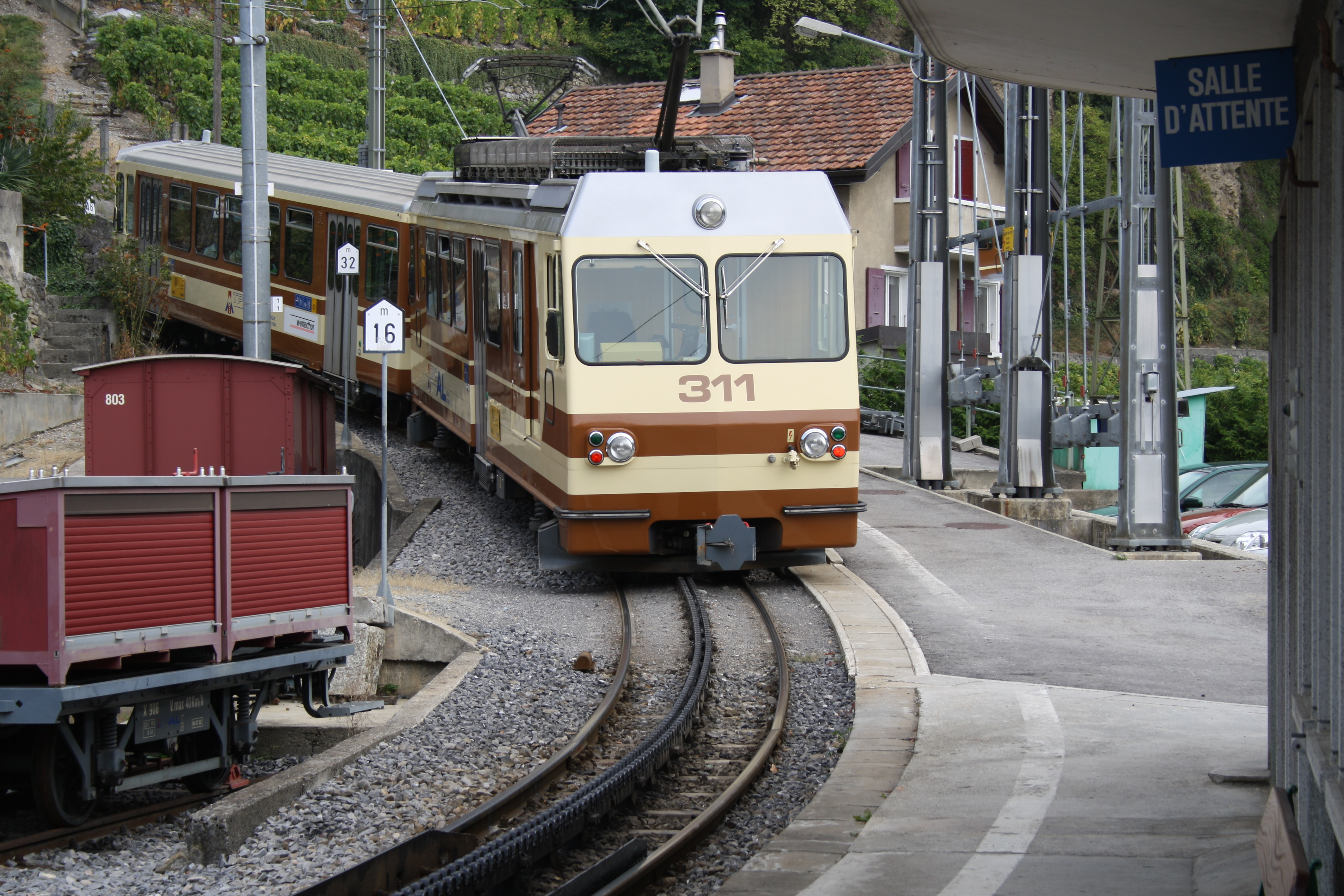
Ozubnicová železnice
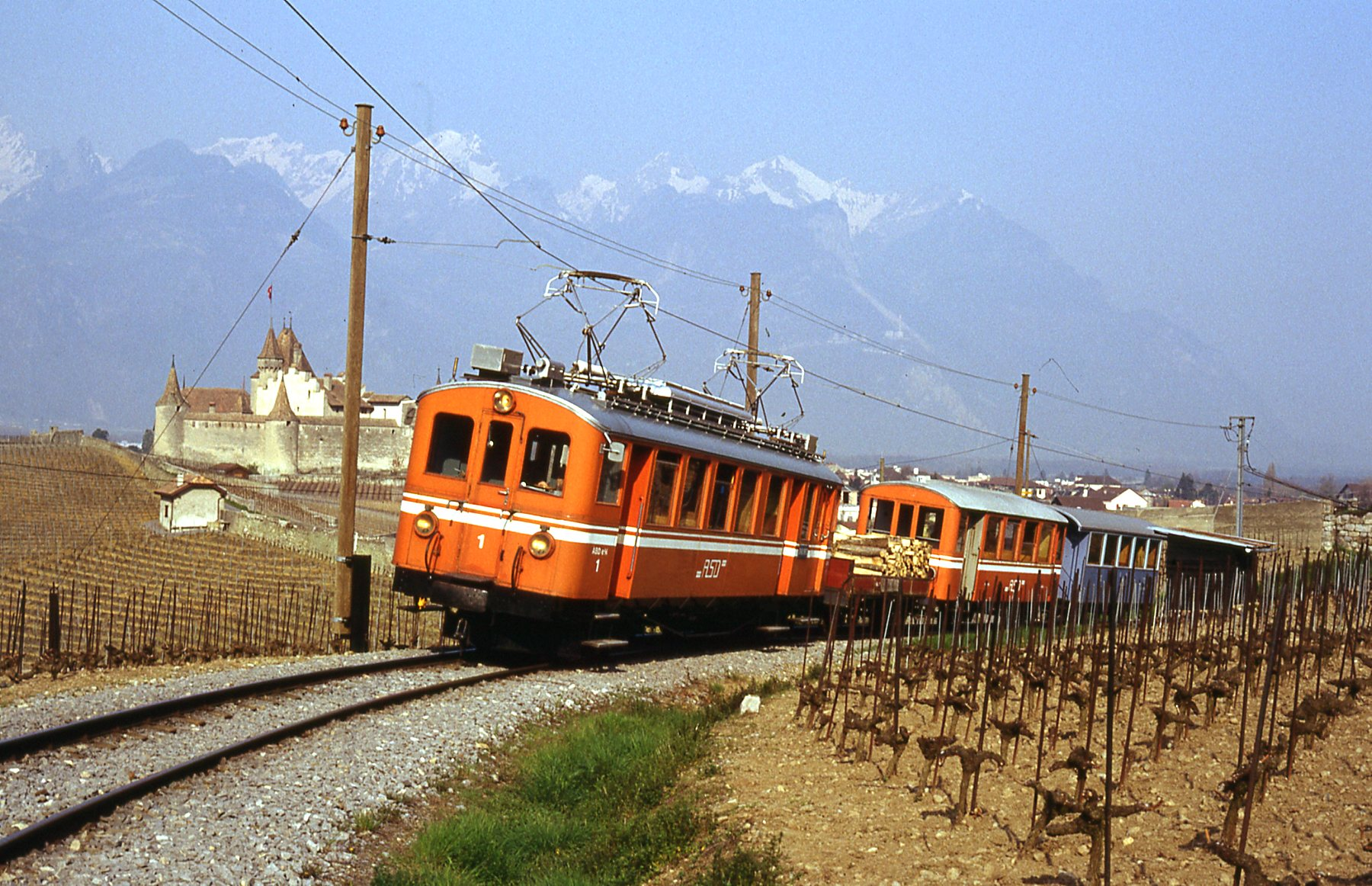
Železnice